# Avezzano
Avezzano là một đô thị thuộc tỉnh l'Aquila trong vùng Abruzzo ở Italia. Đô thị này có các làng: Antrosano, Case Incile, Castelnuovo, Cese, Corcumello, Paterno, San Giuseppe di Caruscino, San Pelino, Via Nuova
Các đô thị giáp ranh: Aielli, Capistrello, Celano, Luco dei Marsi, Massa d'Albe, Ovindoli, Scurcola Marsicana, Trasacco
Ngày 13/1/1915, đô thị này bị động đất tàn phá nặng nề.